# Aleksander Nakonieczny

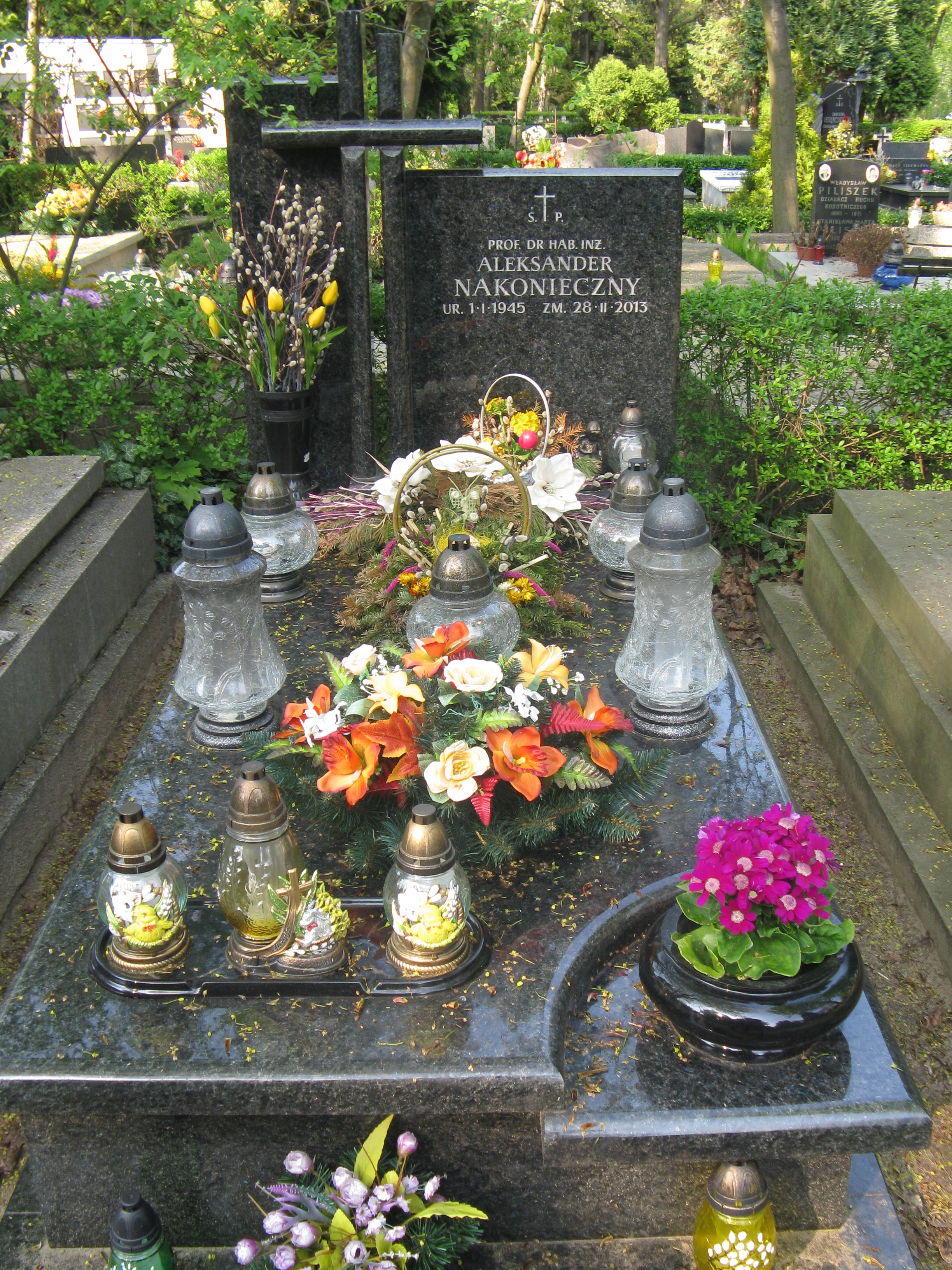
Grób Aleksandra Nakoniecznego na Cmentarzu Wojskowym na Powązkach

Aleksander Nakonieczny (ur. 1 stycznia 1945, zm. 28 lutego 2013 w Warszawie) – polski inżynier mechaniki precyzyjnej.

## Życiorys
Studiował na Wydziale Mechanicznym Energetyki i Lotnictwa Politechniki Warszawskiej, po ukończeniu w 1969 podjął pracę w Instytucie Mechaniki Precyzyjnej. W 1978 obronił pracę doktorską, a w 1991 w moskiewskim Instytucie Mašinovedenia w Rosyjskiej Akademii Nauk obronił pracę habilitacyjną. Trzy lata później objął stanowisko dyrektora Instytutu Mechaniki Precyzyjnej, w 2002 otrzymał tytuł profesora, a w 2009 Kaliningradzki Państwowy Instytut Technologiczny nadał Aleksandrowi Nakoniecznemu godność doktora honoris causa.
Przedmiotem badań Aleksandra Nakoniecznego była optymalizacja technologii obróbki tworzyw naturalnych w celu podwyższenia trwałości i bezawaryjności części maszyn i konstrukcji przy użyciu mechanicznych, cieplnych i chemicznych metod kształtowania właściwości wyrobów metalowych.
Dorobek naukowy obejmuje piętnaście publikacji książkowych, pięć norm oraz dwadzieścia cztery patenty. Pochowany na cmentarzu Powązki Wojskowe w Warszawie (kwatera C31-4-8).

## Członkostwo
- Członek Komitetu Wykonawczego International Federation for Heat Treatment and Surfach Engineering – IFHTSE;
- The Baltic Association of the Mechanical Engineering – BAME – prezydent;
- Prezes Stołecznego Oddziału Stowarzyszenia Polskich Wynalazców i Racjonalizatorów;
- Członek VII kadencji Rady Głównej Instytutów Badawczych;
- Międzynarodowy Komitet Naukowy Technologii Obróbki Plastycznej – członek;,
- Stowarzyszenie Inżynierów i Techników Mechaników Polskich – członek;
- Komitet Wykonawczy Akademii Inżynierskiej w Polsce – członek;
- Rada Krajowa i Rada Główna Instytutów Badawczych, Rad Naukowych – członek;
- Międzynarodowe Targi Poznańskie – członek;
- „Surfprotekt” w Sosnowcu – członek;
- Redaktor naczelny kwartalnika „Inżynieria Powierzchni”;

Ponadto był członkiem Międzynarodowego Komitetu Naukowego pisma „Physico Chemical Mechanics of Materials”, Ukraińskiej Akademii Nauk.
Senior Adviser Heat Treatment of Metals Chińskiego Stowarzyszenia Obróbki Cieplnej.

## Odznaczenia
- Krzyż Kawalerski Orderu Odrodzenia Polski;
- Srebrny Krzyż Zasługi;
- Złota Syrenka za zasługi dla Warszawy;
- Medal I. Kanta Bałtyckiego SIMP i NOT;
- Kawaler Medalu Sendzimira;
- Złoty Inżynier pięciolecia;
- Srebrny Inżynier pięciolecia.

Za działalność wynalazczą odznaczony:
- Medal Grand Oficer;
- Krzyż Komandorski, Krzyż Oficerski Orderu Wynalazczości nadany przez Komisję Odznaczeń Królestwa Belgii.

Był laureatem 34 złotych i 29 srebrnych medali na międzynarodowych Targach Wynalazczości w Brukseli, Paryżu, Londynie, Seulu, Moskwie oraz 12 nagród Ministra Nauki i Szkolnictwa Wyższego za międzynarodowe osiągnięcia wynalazcze.